# Роял-Оук (Мічиган)
Роял-Оук (англ. Royal Oak) — місто (англ. city) в США, в окрузі Окленд штату Мічиган. Населення — 58 211 особа (2020).

## Географія
Роял-Оук розташований за координатами 42°30′28″ пн. ш. 83°9′14″ зх. д. / 42.50778° пн. ш. 83.15389° зх. д. (42.507816, -83.153890).  За даними Бюро перепису населення США в 2010 році місто мало площу 30,52 км², з яких 30,52 км² — суходіл та 0,00 км² — водойми.

## Демографія
Згідно з переписом 2010 року, у місті мешкало 57 236 осіб у 28 063 домогосподарствах у складі 13 394 родин. Густота населення становила 1875 осіб/км².  Було 30207 помешкань (990/км²).
Расовий склад населення:
| - 90,7 % — білих - 4,3 % — чорних або афроамериканців - 2,4 % — азіатів - 0,3 % — корінних американців |

До двох чи більше рас належало 1,9 %. Частка іспаномовних становила 2,3 % від усіх жителів.
За віковим діапазоном населення розподілялося таким чином: 16,7 % — особи молодші 18 років, 70,2 % — особи у віці 18—64 років, 13,1 % — особи у віці 65 років та старші. Медіана віку мешканця становила 37,8 року. На 100 осіб жіночої статі у місті припадало 96,2 чоловіків;  на 100 жінок у віці від 18 років та старших — 94,6 чоловіків також старших 18 років.
Середній дохід на одне домашнє господарство  становив 83 162 долари США (медіана — 65 786), а середній дохід на одну сім'ю — 105 354 долари (медіана — 88 823). Медіана доходів становила 63 000 доларів для чоловіків та 50 522 долари для жінок. За межею бідності перебувало 7,3 % осіб, у тому числі 7,2 % дітей у віці до 18 років та 6,2 % осіб у віці 65 років та старших.
Цивільне працевлаштоване населення становило 35 655 осіб. Основні галузі зайнятості: освіта, охорона здоров'я та соціальна допомога — 24,0 %, науковці, спеціалісти, менеджери — 16,5 %, виробництво — 15,8 %.